# Mário Negromonte Júnior
Mário Sílvio Mendes Negromonte Júnior, ou simplesmente Mário Negromonte Júnior (Paulo Afonso, 31 de agosto de 1980) é um advogado e político brasileiro, atualmente Deputado Federal pelo Estado da Bahia, filiado ao Progressistas (PP).
É filho do político pernambucano Mário Negromonte, ex-deputado federal e ex-ministro das Cidades, e da ex-prefeita do município de Glória, na Bahia, Ena Vilma Negromonte.
Mário Jr. foi o segundo Deputado Federal mais bem votado da Bahia nas eleições de 2014, obtendo 169.215 votos, sendo o mais votado da coalizão "Pra Bahia Mudar Mais", que apoiou a eleição de Rui Costa como governador.
Em 2018 foi reeleito, com 102.512 votos.
Em 2022 foi eleito para um terceiro mandato, com 147.711 votos.

## Carreira
Mário Negromonte Júnior graduou-se em Direito pelo Centro Universitário Jorge Amado (UniJorge) em Salvador, no ano de 2005, com extensão em Business na Universidade Harvard, Estados Unidos, em 2008.
Na política, foi presidente estadual e vice-presidente nacional da Juventude Progressista, ala jovem do PP, entre 2005 e 2008, e presidente nacional entre 2011 e 2014.
Foi Assessor Jurídico da Secretaria de Economia, Emprego e Renda de Salvador em 2008, Assessor da Secretaria de Desenvolvimento Urbano, Habitação e Meio Ambiente de Salvador em 2009 e Assessor Especial da Secretaria de Infraestrutura da Bahia entre 2009 e 2010.
Em 2010 elegeu-se Deputado Estadual e, nas eleições de 2014, chegou à Câmara dos Deputados.
Em abril de 2017 votou a favor da Reforma Trabalhista.
Em agosto de 2017 votou contra o processo em que se pedia abertura de investigação do então Presidente Michel Temer, ajudando a arquivar a denúncia do Ministério Público Federal.
Em 2018, durante seu primeiro mandato, o deputado federal Mário Negromonte Jr. (PP-BA) foi eleito presidente da Comissão Mista de Orçamento (CMO), seguindo indicação do MDB designou o senador Waldemir Moka (MDB-MS) para ser o relator-geral do Projeto de Lei Orçamentária Anual de 2019 (PLOA 2019).
O deputado participou como relator na Comissão Especial para analisar a PEC 159/2007 referente a destinação de recursos das CIDE (Contribuições de Intervenção no Domínio Econômico) entre os anos de 2015 a 2019 e foi membro da Comissão Especial da PEC 019/2011 referente a Zona Franca do Semiárido Nordestino.   

## Denúncias criminais
Em março de 2016 a Polícia Federal indiciou o deputado Negromonte Jr. pelos crimes de corrupção passiva qualificada, lavagem de dinheiro, organização criminosa e ameaça ao ex-deputado Luiz Argôlo e familiares, no que teria sido uma tentativa de intimidar o ex-parlamentar a não participar de delação premiada, dentro do processo da Lava Jato. Em março 2018 a Segunda Turma do STF rejeitou por unanimidade as denúncias por corrupção passiva e lavagem de dinheiro. Em abril de 2018 o ministro Edson Fachin aceitou o pedido da Procuradoria Geral da República de arquivamento das denúncias feitas ao parlamentar, por falta de provas.

## Atvidades Parlamentares
Obs: Estão listadas apenas as atividades onde o parlamentar foi titular (atualizado em 31 de julho de 2022):

### Legislatura 2015/19
- PL 5332/09 - Cria o "Pão Brasileiro"  (situaição:  Aguardando criação de comissão temporária pela mesa)[13]
- PL 1927/03 - Desoneração Tributária do Transporte (situação:  Aguardando criação de comissão temporária pela mesa)[14]
- PEC 070/11 - Processo de apreciação de MP: 17/3/2015 -31/1/2019;
- PL 0037/11 - Mineração: 18/3/2015 - 24/3/2015;
- PEC 159/07 - Destinação de Recursos da CIDE: 21/10/2015 - 31/1/2019 (Relator);
- Transposição do Rio São Francisco: 10 de abril de 2015 - 11 de dezembro de 2018;
- CPI - CARF: 8 de março de 2016 - 29 de março de 2016;
- CPI - Máfia do Futebol: 6 de abril de 2016 - 10 de agosto de 2016;

### Legislatura 2019/2013
- Comissão de Finanças e Tributação: 12 de março de 2019 - 3 de fevereiro de 2020; 9 de março de 2021 - 2 de fevereiro de 2022; 27 de abril de 2022 - atualmente
- PEC 032/21 - Idade Máxima Nomeação Membros Tribunais: Presidente, 1 de dezembro de 2021 - 29 de março de 2022[15]
- PEC 032/21 - Idade Máxima Nomeação Membros Tribunais: Titular, 30 de novembro de 2021 - 23 de fevereiro de 2022, 23 de fevereiro de 2022 - 29 de março de 2022 (aprovada)[16]
- PEC 039/21 - Requisitos Admissibilidade Resp Especiais STJ: Titular, 14 de junho de 2022 - atualmente